# مريم كامارا
مريم إسوفو كامارا (ولدت في أبريل 1979،  في سانت إتيان، فرنسا )هي معمارية نيجيرية. تركز تصميمات مريم على العمل على مساحات المعيشة المفتوحة والاستفادة من المواد المستخرجة محليًا والمتاحة للمجتمعات الأفريقية: الأسمنت والمعادن المعاد تدويرها والأرض.

## سيرة شخصية
أول طموح مهني لكامارا هو أن تصبح مهندسة كمبيوتر، وحققت هذا الطموح بأن تحصلت من جامعة بوردو (2001) على درجة البكالوريوس في الحوسبة التقنية ثم درجة الماجستير في علوم الكمبيوتر من جامعة نيويورك (2004). عملت كامارا في مجال الحوسبة لمدة سبع سنوات قبل أن تقرر تغيير مسيرتها المهنية وتصبح معمارية لتنجز طموحها في سن المراهقة.
في عام 2013، حصلت كامارا على درجة الماجستير في العمارة من جامعة واشنطن. تركز أطروحتها، Mobile Loitering ، على قضايا التنوع بين الجنسين في الأماكن العامة في النيجر. عُرضت أعمال الماجيستير التي قامت بها في Triennale di Milano في عام 2014 في معرض Africa Big Chance Big Change .

## حياة مهنية
كامارا شاركت في تأسيس المجموعة المعمارية united4design (2013) بينما كانت لا تزال تعيش في الولايات المتحدة، عند عودتها إلى النيجر أنشئت شركة يتضمن مجال عملها على المعمار الأبحاث تسمى Atelier Masomi (2014)، والتي تركز على مساحات المعيشة المفتوحة في العمارة المحلية.
عملت المجموعة الدولية للمعماريين المشاركين في United4design في مشاريع في الولايات المتحدة وأفغانستان والنيجر. تصاميم كامارا تبرز المباني بأشكال هندسية وتعتمد على ثلاث مواد مستخرجة محليًا ومتاحة للعديد من المجتمعات: الأسمنت والمعادن المعاد تدويرها والأرض الخام.
في عام 2017، بدأت كامارا بتدريس الدراسات الحضرية كأستاذ متعاون في جامعة براون في رود آيلاند.

### المشاريع الكبرى

#### نيامي 2000
كان أول مشروع أساسي لها هو Niamey 2000 ، وهو مجمع شقق سكنية تم بناؤه عام 2016 وصمم بالتعاون مع Yasaman Esmaili و Elizabeth Golden و Philip Sträter. يطرح المشروع مشاكل المساحة المرتبطة بالهيكل الخرساني لمنزل طفولة كامارا الذي بني في نيامي في 1960.
النتيجة هي أربعة هياكل انشائية تم عملها عن طريق الدمج بين الأرض والأسمنت معًا. ميزة ملاحظة هي مقعد في البداية يمكن بإعادة تقديم عادة faada التقليدية - التجمعات المحلية للأصدقاء والعائلة التي تحدث بشكل روتيني في المساحة بين المنزل والشارع، والتي تعد أيضًا مكانًا تاريخيًا للتجمع.

#### Hikma en Dandaji
في عام 2018، عملت مرة أخرى مع ياسمان إسماعيلي لإنتاج مشروع Hikma («الحكمة» باللغة العربية) في دندجي، التي تقع في منطقة تاهوا في النيجر. مستلهم من تقنية التربة المدكوكة، المشروع عبارة عن مجمع ثقافي يضم مسجدًا ومكتبة ومركزًا اجتماعي. يجمع عملهم نوعين من المعرفة «بدون تناقض، بين العلمانية والإيمان». لكل مشروع، يعد إعداد كامارا أمرًا أساسيًا.
لكل إنجاز من إنجازاتها، تجري كامارا دراسات مسح ميداني من أجل فهم توقعات السكان المستقبليين للمنطقة بشكل أفضل: كيف يعيشون وكيف يتلقون؟ إلى أي مدى سيشعرون بالراحة من الناحية الثقافية؟ ما الذي سيسمح بخفض درجة الحرارة داخل منزلهم؟ وهكذا تطلب مشروع مركز استعادة التراث ستة أشهر من المراقبة ورصد الملاحظات. ونتيجة لذلك، فإنها توفر مساحة للمواطنين مفتوحة لجميع سكان قرية دندجي، تعزز فكرة تعليم المرأة وتقوي دورها في المجتمع.
فاز المشروع على جائزتين في جوائز لافارج هولسيم (2017)، أكبر مسابقة للعمارة المستدامة في العالم.

#### مركز نيامي الثقافي
كامارا تعمل مع المعماري البريطاني الجنسية من أصل غاني، ديفيد أدجاي، لانشاء مخطط لمركز ثقافي جديد في نيامي.

## الجوائز التي تحصلت عليها
- 2017: جوائز لافارج هولسيم للبناء المستدام:[15]
  - الميدالية الفضية في الفئة العالمية
  - الميدالية الذهبية في فئة منطقة الشرق الأوسط وإفريقيا
- 2018: جائزة Rolex Mentor and Protege Arts Initiative التي مكنتها من التعاون مع المهندس المعماري David Adjaye [9]
- 2019: جائزة الأمير كلاوس في هولندا [16]

## العمل المختار
- كمارا، مريم.Mobile Loitering : استجابة لاحتياجات الأماكن العامة في النيجر في سياق حضري شديد التمييز بين الجنسين في فترة ما بعد الاستعمار . ديس. 2014.

## روابط خارجية
- صور حكمة الدندجي في كامارا
- رسومات تخطيطية لتصميم مدرسة للبنات في بلخ بأفغانستان رسمها كامارا وياسمان إسماعيلي
- موقع أتيليه ماسومي نسخة محفوظة 4 مارس 2023 على موقع واي باك مشين.